# Liebherr
De Liebherr Groep, ook wel bekend als producent Liebherr, is een Duitse fabrikant en constructeur met administratieve zetel in Zwitserland die in 1949 is opgericht door Hans Liebherr. 

## Activiteiten
Liebherr begon met de productie van betaalbare torenkranen, maar is wereldwijd vertegenwoordigd als constructeur die gespecialiseerd is in de ontwikkeling en uitvoering van hijskranen, waaronder telescoopkranen, bouwvoertuigen (graafmachines, shovels, kiepwagens), luchtvaartmaterialen en -onderdelen, verkeerstechniek en werktuigmachines. Het maakt daarnaast ook koel- en vriesapparatuur. Liebherr is de bij de consument vooral bekend vanwege de huishoudelijke apparaten.
Het is een familiebedrijf en alle aandelen zijn in handen van de Liebherr familie. Jan Liebherr is president en Stéfanie Wohlfarth vice-president.
In 2023 telde het bedrijf bijna 54.000 medewerkers die werkten in meer dan 140 vestigingen waaronder in Duitsland, Groot-Brittannië, Ierland en de Verenigde Staten. De omzet in dat jaar was € 14 miljard, waarvan slechts 10% gerelateerd is aan consumentenproducten. Bijna 60% van de omzet werd in Europa gerealiseerd.

## Foto's

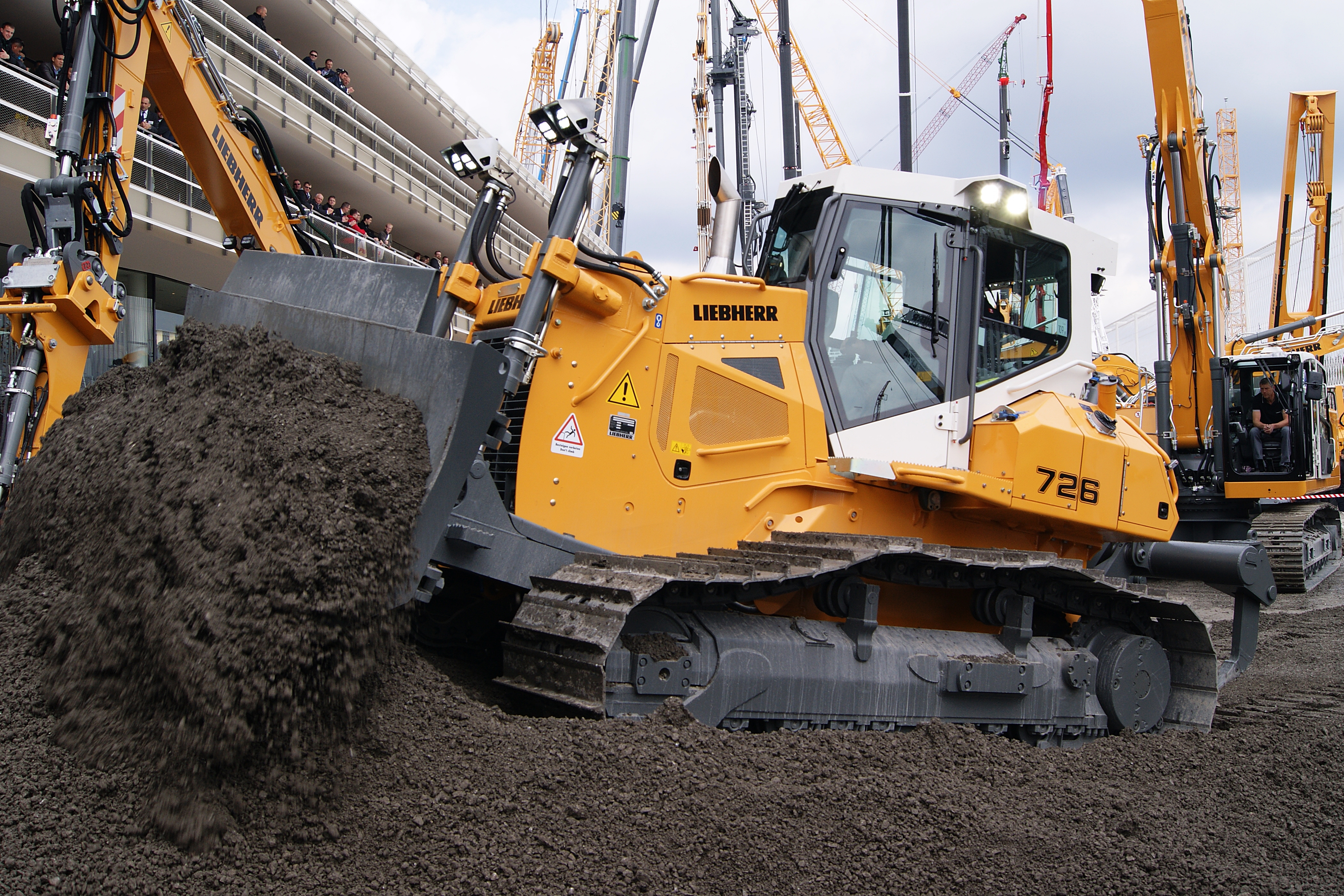
Liebherr bulldozer
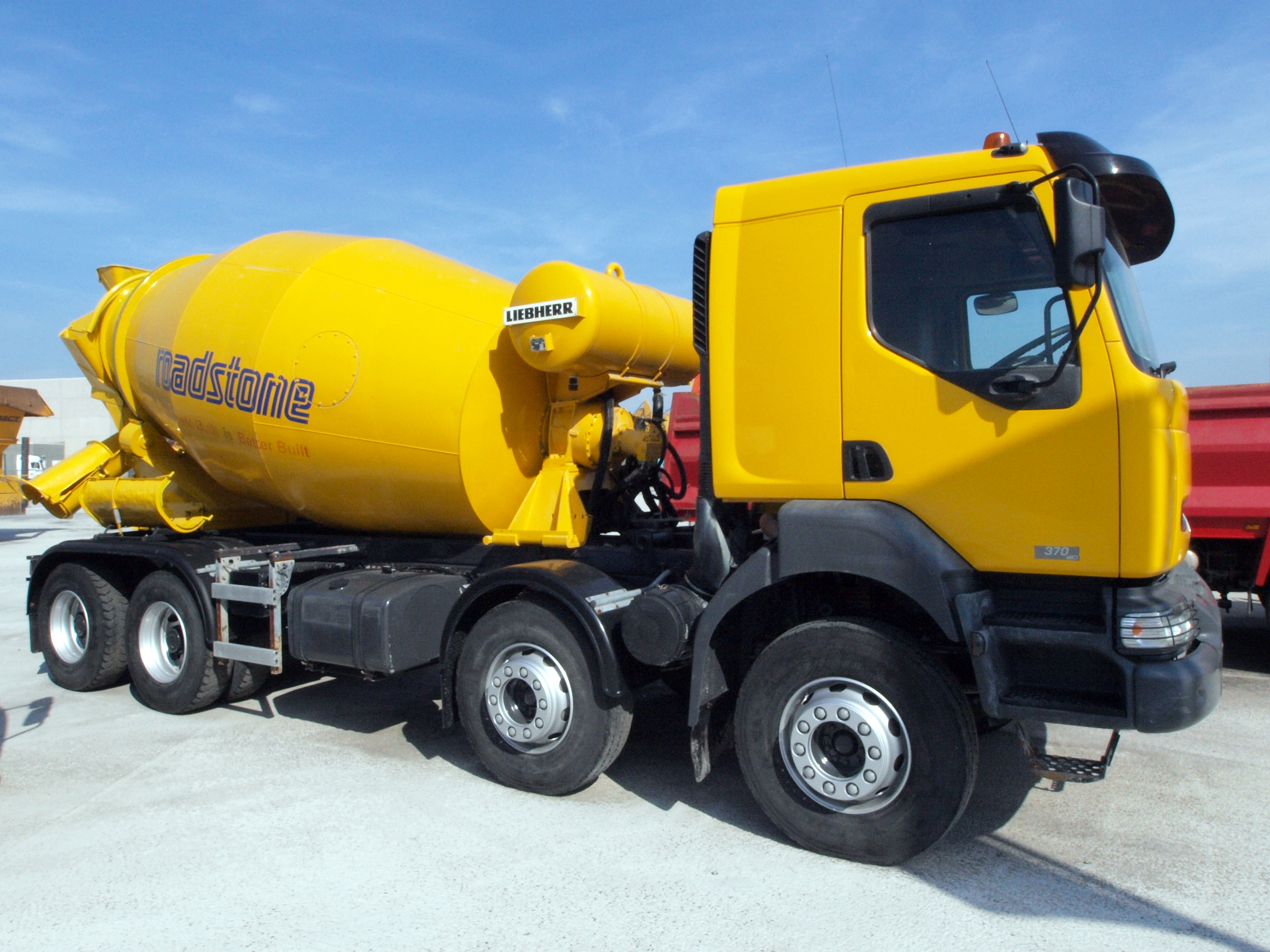
betonmolen
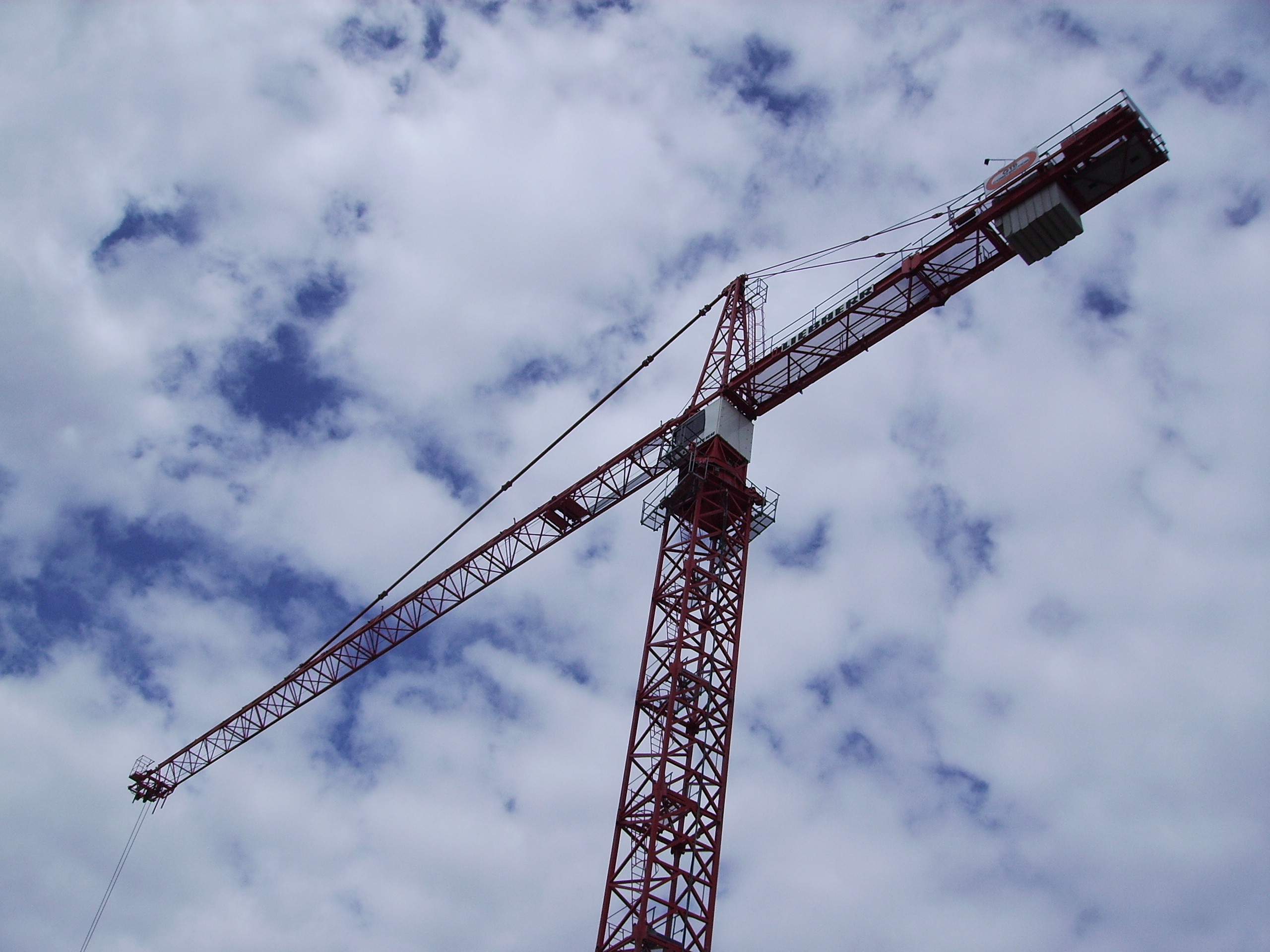
torenkraan
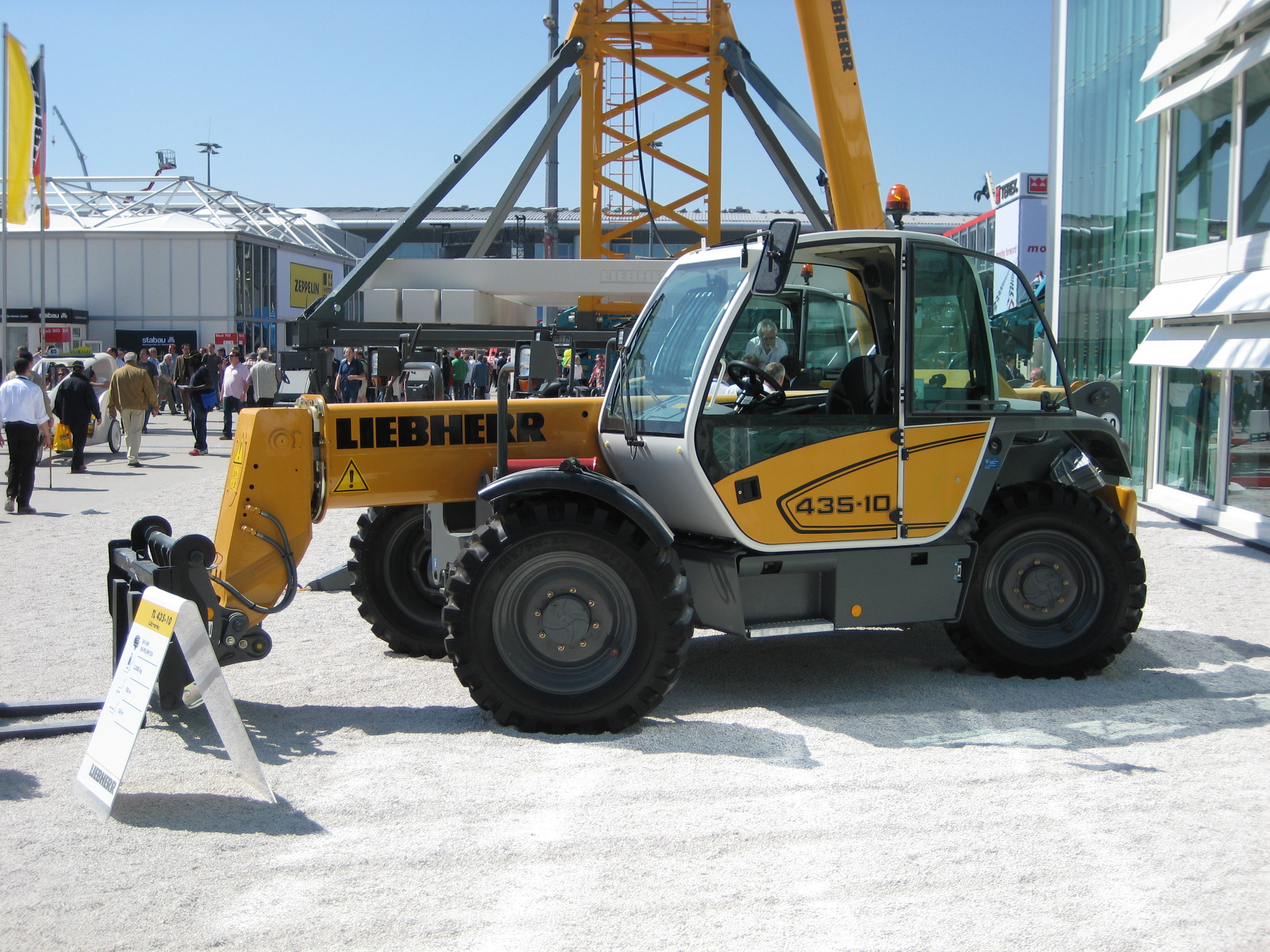
verreiker